# 毗建陀跋摩四世
毗建陀跋摩四世（？—1041年，梵文名，Vikrantavarman IV），占婆11世紀中期国王。
《宋史》记载他为阳补孤施离皮兰德加拔麻叠（Yan Pu Ku cri Vikrantavarman），在1030年（宋仁宗天圣八年）毗建陀跋摩四世遣使者李蒲萨麻瑕陀琶向宋朝进贡木香、玳瑁、乳香、犀角、象牙。1041年，毗建陀跋摩四世去世，其子闍耶僧伽跋摩二世即位。